# Angelo Liberati
Angelo Liberati (Frascati, 2 giugno 1946) è un pittore italiano.

## Biografia
A Roma nei primi anni sessanta frequenta la Scuola Comunale di Arti Ornamentali e dal 1964 conosce e frequenta lo studio del pittore italo-argentino Silvio Benedetto. Entra in contatto con le esperienze della Pop Art romana, frequentando le gallerie romane più importanti in quegli anni: Galleria Due Mondi, Il Fante di Spade, L'Attico, La Nuova Pesa.
Nel 1970 si trasferisce in Sardegna, dove porta una ricerca influenzata dalla Nuova Figurazione. A contatto con le neoavanguardie isolane - Galleria Sinibaldi, Il Basilisco (di Francesco Tanda), Arte Duchamp - elabora una poetica che affianca alla componente pittorica il linguaggio della Poesia visiva e le tecniche della Pop art (décollage, collage) e che all'ordine logico sovrappone quello dell'intuizione poetica. Il suo segno grafico è influenzato da Renzo Vespignani.
Tematiche di impegno civile e di denuncia emergono spesso nei suoi lavori, fin dagli anni sessanta, come pure la sensualità del nudo femminile e la scrittura; a queste si aggiungono, a partire dagli anni ottanta, tracce di memorie storiche locali.
Altra caratteristica ricorrente nella sua produzione pittorica sono i riferimenti iconografici al cinema (Fragole e Sangue, 1978-1979; ciclo sul cinema di Luchino Visconti, 2006, dipinti dedicati ai film di Michelangelo Antonioni, nel centenario della nascita, 2012) alla musica e alla letteratura ( Dante, Ariosto, Bob Dylan). 
Il lavoro di Liberati è stato documentato da diversi cortometraggi e opere di videoartisti (Tonino Casula, 1981; Andrea Frisan, 2003; Gino Melchiorre, 2004, 2005, 2008, 2011, 2012, 2013).

## Videografia
- Gino Melchiorre, Paramnesie, 2013, su youtube.com.
- Gino Melchiorre, Professione: riporto - quadri di Angelo Liberati dedicati a Michelangelo Antonioni, 2012, su vimeo.com.
- Gino Melchiorre, Carcerati & Liberati: Pop Up ritrovate liberate,2011, su youtube.com.
- Gino Melchiorre, Secretum patellae, 2008, su dailymotion.com.
- Gino Melchiorre, Transfer Drawing, 2005, su vimeo.com.
- Gino Melchiorre, L’Invito (parte 1), 2004, su vimeo.com.
- Gino Melchiorre, L’Invito (parte 2), 2004, su vimeo.com.
- Andrea Frisan, Angelo liberato, 2003 [collegamento interrotto], su vimeo.com.
- Tonino Casula, Angelo Liberati, 1981, su youtube.com.

## Illustrazioni
- Giuseppe Marci, In presenza di tutte le lingue del mondo, 2010 (PDF), su filologiasarda.eu.
- Memorie del novecento in Sardegna, 12 tavole di Angelo Liberati e testi di Manlio Brigaglia, Calendario ANPPIA, 1999, su anppiasardegna.it. URL consultato il 10 maggio 2014 (archiviato dall'url originale il 28 maggio 2014).
- Gian Pietro Storari, Un modello per la mente : saggio su George Boole, 1996, su internetculturale.it.
- Tonino Oppes, La leggenda della gente rossa e altri racconti, 1995
- Giuseppe Fiori, Vita e morte di Michele Schirru, 1990

## Opere in collezioni pubbliche
- Pieve di Cento - Museo d'Arte delle Generazioni Italiane del '900 «G. Bargellini»
- Torre de' Passeri - Pinacoteca Dantesca «Fortunato Bellonzi»
- Università degli Studi di Macerata - Fondo Moroni
- Benetutti - Collezione Soddu-Tanda
- Cagliari - Galleria Comunale d'Arte
- Cagliari - Consiglio Regionale della Sardegna
- Milano - Collezione Intesa Sanpaolo
- Cagliari - Banco di Sardegna
- Cagliari - Banca di Credito Sardo
- Cagliari - Banca di Cagliari
- Sassari - Banca di Sassari

## Mostre
PRINCIPALI MOSTRE PERSONALI: 1968 Frascati, Galleria L.C.R.C.; 1968 Cagliari, Galleria Il Pennellaccio; 1969 Orvieto, Galleria Maitani; 1969 Gorizia, Galleria Teatro Verdi; 1969 Mantova, Galleria Greco; 1972 -  Palermo, Galleria IL Sileno; 1972 -  Cagliari, Galleria Sinibaldi; 1972 -  Camaiore (LU), Galleria Ai Frati; 1972 -  Sassari. Galleria Il Cancello; 1973 -  Sassari. Il Basilisco Studio d'Arte; 1974 -  Palermo, Centro d'Arte Condor; 1976 -  Cagliari, Arte Duchamp; 1978 -  Nuoro, Galleria Chironi 88; 1978 -  Sassari, Il Basilisco Studio d'Arte; 1979 -  Milano, Citybank; 1979 -  Cagliari, Arte Duchamp; 1979 -  Roma, Citybank; 1981 -  Stresa, Spazio Alternativo Spazzapan; 1982 -  Dego (Savona), Work Area; 1984 -  Cagliari, Stamperia l'Aquilone; 1984 -  Cagliari, Galleria "13"; 1985 -  Cagliari, Galleria La Bacheca; 1985 -  Nuoro, Studio d'Arte e Cultura; 1986 -  Campobello di Licata. Palazzo Comunale; 1989 -  Palermo, Nouveau Centro Culturale Mediterraneo; 1989 -  Cagliari, Galleria Comunale d'Arte video; 1993 -  Roma, Spazio Arte - Istituto Poligrafico d'Arte Classica e Contemporanea; 1993 -  Palermo, Spazio Arte - Istituto Poligrafico d'Arte Classica e Contemporanea; 1994 -  Isili, Antico Convento degli Scolopi, Mostra Antologica; 1994 -  Ischia. Castello Aragonese; 1997 -  Ussana (Ca), Montegranatico Progetto Arte; 1998 -  Villanovaforru (Ca), Museo Genna Maria; 1998 -  Nuoro, Galleria Comunale d'Arte; 2000 -  San Sperate (Ca), Museo del Crudo; 2003 -  Villanovaforru (CA) Museo del territorio "Sa Corona Arrubia"; 2004 -  Olbia, Galleria Manos Arte Contemporanea; 2004 -  Atzara (Nu), Museo d'Arte Moderna e Contemporanea A. Ortiz Echague; 2006 -  Cagliari, Cittadella dei Musei, Spazio San Pancrazio; “Angelo Liberati / Luchino Visconti"; 2008 -  Cagliari, Laboratorio 168, SECRETUM PATELLAE / Angelo Liberati: opere 1968-2008; 2009 -  Porto Cervo, Colonna Pevero Arte, VISIONI SU VISIONI Realismo Pop; 2010 - Cagliari, Centro Culturale Man Ray, Castello di S. Michele, STANZE XI EDIZIONE; 2012 - Cagliari, (IN)VISIBILE, dipinti per IL CANTICO DEI CANTICI; 2012 - Cagliari, Biblioteca Provinciale di Cagliari - Sala Polifunzionale Parco Monte Claro; 2015 - Cagliari Spazio Temporary Storing "Mixed Media"; 2016 - Carbonia - Spazio Ex-Di La Fabbrica del Cinema.